# El Nueve (bar)
El Nueve, Bar 9 o Disco Bar El Nueve era un bar y centro cultural ubicado en la Zona Rosa de la Ciudad de México, activo entre 1977 y 1989. Destacó por ser un sitio de la comunidad LGBT en la Ciudad de México y posteriormente un centro cultural en donde se dio cabida a grupos artísticos considerados por entonces contraculturales y alternativos.

## Historia

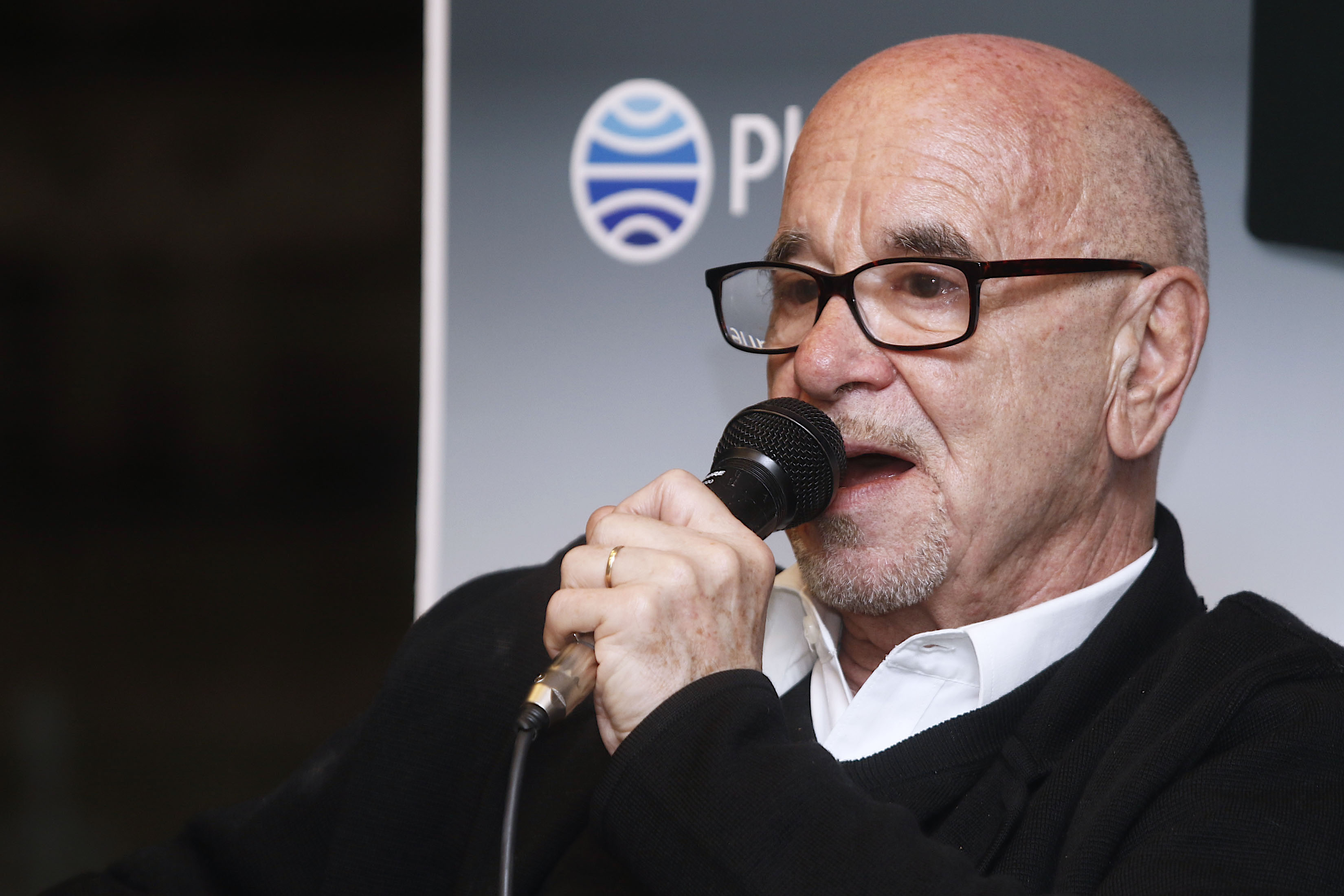
Henri Donnadieu, fundador del Bar El Nueve, en 2019.

El Nueve fue fundado por Henri Donnadieu, un inmigrante francés en la Ciudad de México y Manolo Fernández, su pareja, tras un encuentro en Acapulco, quienes vieron la falta de un espacio de encuentro para la diversidad sexual en un país en el que se vivía un ambiente mayoritario de discriminación, intolerancia y homofobia. Por ello los sitios de encuentro eran los baños públicos, cafeterías y sitios clandestinos. Donnadieu había escrito en Francia una tesis para concluir sus estudios en La Sorbona calificada por André Malreaux sobre centros comunitarios, esparcimiento e integración social.
Fernández era dueño de un restaurante llamado Le Neuf en la Zona Rosa de la capital mexicana, y en este espacio fue inaugurado El Nueve el 23 de enero de 1977, como un bar con discoteca en donde se diera cita la comunidad LGBT mexicana. En esa época muchos de los asistentes al bar eran personas homosexuales de clase alta que aún no salían del armario. Entre los visitantes afamados al bar estuvieron Carlos Monsiváis, Pita Amor, María Félix, Silvia Pinal, Sasha Montenegro, Sylvester Stallone y Sean Connery.
Con el éxito de El Nueve en la Ciudad de México se abrió una sucursal en Acapulco, el Nueve de Acapulco en 1977, mismo que fue clausurado ante el panorama de persecución de las autoridades locales a la diversidad sexual. El cierre provocó el encarcelamiento de Manolo Fernández tras una acusación injusta.
Ante el advenimiento de mayores casos de VIH/sida en México en 1985 el centro se convirtió en un punto de información y de difusión contra la desinformación sobre la enfermedad. Donnadieu encabezaría esfuerzos contra la enfermedad en México como una clínica especializada en la colonia Escandón. Tras los sismos de septiembre de 1985 en El Nueve se organizaron brigadas de ayuda a las víctimas del terremoto.
En una segunda etapa Donnadieu buscó la diversificación de El Nueve para convertirlo en un centro cultural abierto a las más diversas manifestaciones artísticas, contraculturales y alternativas. Por su escenario desfilaron músicos y agrupaciones como Maldita Vecindad y los Hijos del Quinto Patio, Las Insólitas Imágenes de Aurora, El Personal, Casino Shanghai, Rockdrigo González, Los amantes de Lola Simples Mortales y Café Tacvba, entre otros, quienes encontraron en el espacio un sitio independiente donde iniciar sus carreras y presentarse fuera de los foros comerciales de la época. Además del esparcimiento de la comunidad, sus creadores añadieron un componente cultural que incluía exposiciones, foros, mesas de discusión y ciclos de cine que incluía la proyección de películas censuradas en circuitos comerciales.
Fue clausurado finalmente el 6 de diciembre de 1989. Donnadieu abriría en 2018 nuevamente un sitio en la Zona Rosa inspirado en El Nueve original, El Nueve de Amberes.

## Impacto social
El Nueve constituyó un cambio en la escena nocturna de la capital mexicana al ser uno de los primeros sitios donde convergían asistentes de la comunidad LGBT, además de movimientos artísticos y dejaba una época caracterizada por sitios semi clandestinos tras la represión y la censura vivida de finales de los años 60 y 70 como los hoyos fonky. Pese a ello sufrió continuas clausuras, redadas ilegales y asedios de las autoridades del Departamento del Distrito Federal así como de amarillismo por parte de los medios de comunicación debido a la discriminación, el conservadurismo y la homofobia prevaleciente en la época contra el público que asistía.